# Jeanne Lee

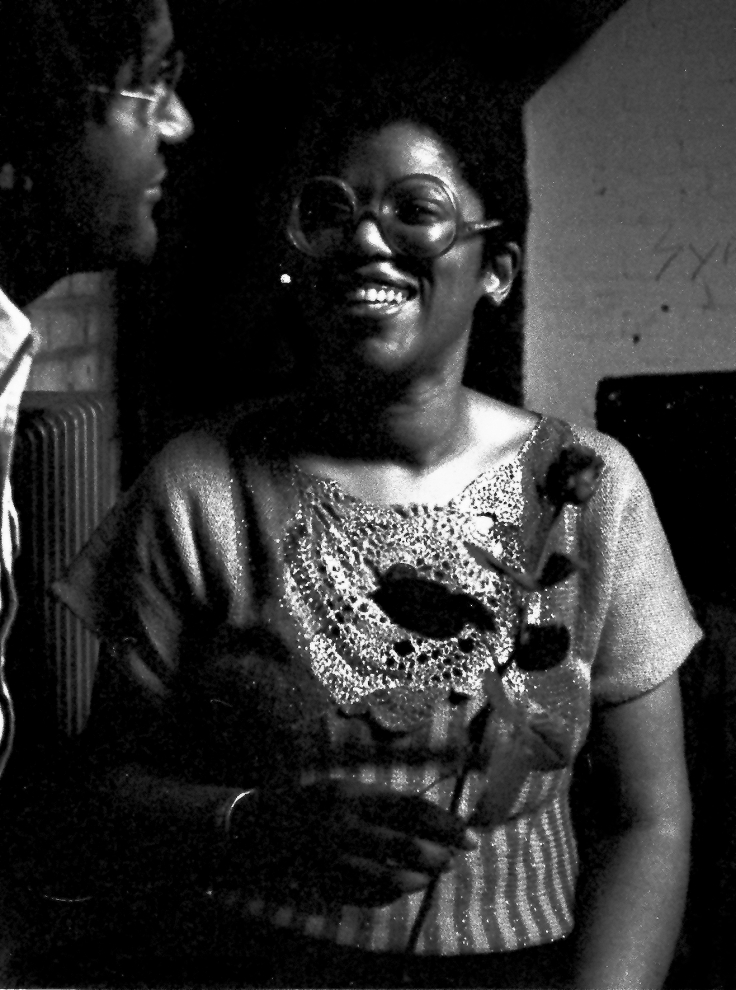
Jeanne Lee en 1984.

Jeanne Lee (Nueva York, 29 de enero de 1939 - Tijuana, 25 de octubre de 2000), cantante y compositora estadounidense de jazz. Lee es una de las mejores representantes del free jazz y de la vanguardia jazzística en general aplicada al canto. La voz de Jeanne Lee, grave y profunda, juega con las intensidades del volumen y con el scat para dotar a las canciones de emotividad interpretativa. Ha grabado casi siempre con compañías no estadounidenses. Es conocida sobre todo por sus sesiones con el vanguardista Gunther Hampel.
Lee estudió baile antes que música en el Bard College, y allí conoció al pianista Ran Blake. Formaron un dúo e hizo su primera grabación, muy elogiada por muchos críticos. Hicieron una gira por Europa en 1963. Lee, al regresar, se trasladó a California y trabajó con Ian Underwood y con el poeta sonoro David Hazelton, con quien se casaría más tarde. Estableció su relación musical con Gunther Hampel durante su estancia en Europa en 1967, grabando juntos más de 20 discos. Grabó también con Archie Shepp y Sunny Murray en la década de 1960, con Marion Brown, Anthony Braxton, Enrico Rava y Andrew Cyrille en la década de 1970, y con Lauren Newton, Jay Clayton, Urszula Dudziak, A. R. Penck, Peter Kowald y Marilyn Crispell en la década de 1980. En la década de 1990 grabó también con Mal Waldron. 
Comenzó a componer en la década de 1980 y a partir de ahí se concentró en interpretar su material original, que frecuentemente incluía componentes poéticos y de baile. La mayor parte de sus grabaciones se hicieron con sellos europeos o independientes. Tras vivir en Nueva York a mediados de la década de 1990, Lee enseñó en dos conservatorios europeos durante años. En el 2000 se enfrentó a un cáncer de colon que acabó con su vida en pocos meses.